# Daily Sabah
Daily Sabah (Der tägliche Morgen) ist die jüngste und derzeit größte englischsprachige Tageszeitung in der Türkei. Sie gilt, ebenso wie alle im Besitz der Çalık Holding befindlichen Medien, als eng verbunden mit Staatspräsident Recep Tayyip Erdoğan und der Partei für Gerechtigkeit und Aufschwung (AKP) und wird von ausländischen Medien in diesem Zusammenhang rezipiert. Im Titelkopf trägt sie das Motto Local Perspective, Global Vision (Lokale Perspektive, Globale Vision).

## Überblick
Nach Einschätzung unabhängiger Beobachter wurde die Zeitung gegründet, weil die beiden anderen zu diesem Zeitpunkt erscheinenden englischsprachigen Tageszeitungen aus der Türkei – die Gülen-nahe Today’s Zaman und die zur Mediengruppe Doğan gehörende Hürriyet Daily News – aus Sicht der AKP-Regierung nicht deren Standpunkt zu vermitteln vermochten. Serdar Karagöz, von Beginn an Chefredakteur, schrieb im Editorial zur ersten Ausgabe, Daily Sabah solle helfen, die Türkei zu verstehen. Die Zeitung werde mit „präzisen Fakten“ berichten, sich der „Demokratie, der Rechtsstaatlichkeit, den Menschenrechten und der Freiheit“ verpflichtet fühlen und alle Bemühungen zu einer Vollmitgliedschaft der Türkei in der Europäischen Union unterstützen. Nach einem Jahr bilanzierte er, seine Zeitung habe sich zu einer der „vertrauenswürdigsten Nachrichtenquellen des Landes“ entwickelt. Ähnliche Würdigungen vonseiten unabhängiger Kommentatoren sind indes ausgeblieben.

## Autoren
Zwar gibt es zwischen Daily Sabah und der türkischsprachigen Sabah einige Überschneidungen in der Autorenschaft, aber insgesamt deutlich weniger als zwischen Hürriyet Daily News und Hürriyet. Zu den regelmäßigen Kolumnisten von Daily Sabah gehören der Erdoğan-Sprecher İbrahim Kalın, der ehemalige SPD-Europaabgeordnete Ozan Ceyhun und der Sabah-Autor Mehmet Barlas.

## Ausgaben
Neben der englischsprachigen Ausgabe, die im Internet und montags bis freitags gedruckt erscheint, erscheint ein Teil der Inhalte im Internet auch auf Deutsch und Arabisch.

## Fehlerhafte Berichterstattung
Bezüglich eines Strafbefehls wegen Beleidigung gegen den deutschtürkischen Politiker Bekir Sipahi, der öffentlich gefordert hatte, man möge Cem Özdemir „demnächst auf dem Hundefriedhof von Berlin begraben“, berichtete Daily Sabah, Sipahi sei zu einer Haftstrafe verurteilt worden. Tatsächlich war Sipahi lediglich zu einer Geldstrafe von 30 Tagessätzen verurteilt worden. Er gilt damit sogar formal weiter als unbestraft.